# Roll Out the Red Carpet
Roll Out the Red Carpet è un album della band statunitense dei Miracle Workers, pubblicato nel 1991 dalla casa discografica Triple X. È stato il penultimo album della band prima dello scioglimento avvenuto nel 1992.

## Formazione
- Gerry Mohr - voce
- Matt Rogers - chitarra
- Robert Butler - basso
- Aaron Sperske - batteria

## Tracce
1. Fool – 3:08
2. Roll Out The Red Carpet – 5:19
3. Kindred Soul – 5:41
4. Rock N Roll Revolution In The Streets (Part 1) – 4:52
5. Way Back When – 5:57
6. Magic Slide – 4:01
7. Untitled – 5:10
8. Pretty One – 4:39
9. Burn Baby Burn – 5:51
10. In The Air – 3:41